# Glenn Kruspe
Glenn Clarence Kruspe (* 25. Januar 1909 in Stratford, Ontario; † 21. November 1983 in Cambridge, Ontario) war ein kanadischer Organist, Dirigent und Komponist.

## Leben
Kruspe studierte Orgel und Musiktheorie bei Ernst Bullock am Royal College of Music in London und setzte seine Ausbildung am Toronto Conservatory of Music, dem Royal Conservatory of Music und an der University of Toronto bei Charles Peaker und Healey Willan fort. 1950 besuchte er einen Dirigentenworkshop mit Pierre Monteux in Maine.
Von 1929 bis 1933 war er Organist und Chorleiter an der Wesley United Church in Brantford, danach bis 1960 an der Zion United Church in Kitchener. Von 1945 bis 1960 war er Chefdirigent des von ihm mitbegründeten  Kitchener-Waterloo Symphony Orchestra, mit dem er 1951 zur Eröffnung des Kitchener Memorial Audiitorium ein Konzert mit Lois Marshall und Margaret Stilwell gab. Außerdem dirigierte er von 1941 bis 1960 den Kitchener-Waterloo Philharmonic Choir, der unter seiner Leitung das bedeutendste Oratorienensemble der Region wurde.
Das kompositorische Werk Kruspes ist nicht sehr umfangreich. Unter anderem schrieb er ein Streichquartett, eine Sinfonie, ein Choralpräludium für Orgel, Lieder, Carols und Anthems.

## Quelle
- Glenn Kruspe. In:  Encyclopedia of Music in Canada. herausgegeben von The Canadian Encyclopedia (englisch, französisch).

| Personendaten    | Personendaten                                |
| ---------------- | -------------------------------------------- |
| NAME             | Kruspe, Glenn                                |
| ALTERNATIVNAMEN  | Kruspe, Glenn Clarence (vollständiger Name)  |
| KURZBESCHREIBUNG | kanadischer Organist, Dirigent und Komponist |
| GEBURTSDATUM     | 25. Januar 1909                              |
| GEBURTSORT       | Stratford, Ontario                           |
| STERBEDATUM      | 21. November 1983                            |
| STERBEORT        | Cambridge, Ontario                           |